# Souleymane Camara
Souleymane Camara (* 22. Dezember 1982 in Dakar) ist ein ehemaliger senegalesischer Fußballspieler.

## Karriere

### Verein
2001 wechselte Camara von der B-Mannschaft des AS Monaco in die Profimannschaft, er debütierte am 1. Spieltag der Saison 2001/02 der Ligue 1 bei der 0:1-Niederlage gegen den FC Sochaux. Seinen ersten Treffer schoss er an seinem 19. Geburtstag am 22. Dezember 2001 beim 3:1-Erfolg über Stade Rennes. Im Januar 2004 wurde er an EA Guingamp ausgeliehen, am 27. März verhalf er Guingamp mit seinem Doppelpack gegen den OSC Lille zum 2:1-Sieg. Im Sommer 2005 wechselte Camara zum OGC Nizza, sein einziges Tor schoss er am 15. Oktober 2005 dem 11. Spieltag der Ligue 1 beim 2:2 gegen den RC Lens. In der Saison 2007/08 wurde er an HSC Montpellier ausgeliehen, zudem sicherten sie sich eine Kaufoption, die sie in Anspruch nahmen. 2008/09 stieg er mit Montpellier aus der Ligue 2 auf. Nach der Niederlage im Finale des Coupe de la Ligue, 0:1 gegen Olympique Marseille in der Saison 2010/11, gewann man 2011/12 die Meisterschaft. Mit neun Toren trug Camara dazu bei. In der Saison 2012/13 war er nach über neun Jahren wieder in der UEFA Champions League aktiv, er debütierte damals am 10. Dezember 2003 für den AS Monaco beim 0:0 gegen AEK Athen. Mit Montpellier wurde er in der Gruppe B Letzter mit nur zwei Punkten. In der Partie gegen den FC Schalke 04 schoss er sein erstes Tor in diesem Wettbewerb und rettete in der 90. Minute mit dem 2:2 einen Punkt. Das Finale des Trophée des Champions ging gegen Olympique Lyon im Elfmeterschießen verloren.
Mit Ende der Saison 2019/20 endete sein Vertrag bei Montpellier. Insgesamt bestritt er 385 Liga-, 19 Pokal-, 18 Ligapokal-, 1 Superpokal- und 17 Europapokalspiele für Montpellier. 

### Nationalmannschaft
Camara debütierte für Senegal bei der Fußball-Weltmeisterschaft 2002, beim zweiten Gruppenspiel gegen Dänemark, das Spiel endete 1:1. Er nahm bei der Fußball-Afrikameisterschaft 2006 teil, dort erreichte Senegal den vierten Platz. Hier schoss er auch sein erstes Tor für das Nationalteam, am 31. Januar 2006 bei der 1:2-Niederlage gegen Nigeria. Zudem nahm er auch an der Fußball-Afrikameisterschaft 2012 teil, Senegal schied dort allerdings als Letzter der Gruppe A aus.

## Erfolge
HSC Montpellier
- Aufstieg in die Ligue 1: 2009
- Coupe de la Ligue: Finalist 2010/11
- Französischer Meister: 2012
- Trophée des Champions: Finalist 2012

Nationalmannschaft
- Afrika-Cup 2002: 2. Platz
- Fußball-Weltmeisterschaft 2002: Viertelfinale
- Afrika-Cup 2006: 4. Platz